# Alamis perfusa
Alamis perfusa là một loài bướm đêm trong họ Noctuidae.